# Apti Auchadov
Apti Chamzatovič Auchadov (in russo Апти Хамзатович Аухадов?; Urus-Martan, 18 novembre 1992) è un sollevatore russo vincitore della medaglia d'argento a Londra 2012, poi revocata per positività al doping.

## Palmarès
- Giochi olimpici

2012 - Londra: argento nella categoria fino a 85 kg. Squalifica per doping
- Mondiali

2013 - Breslavia: oro nella categoria fino a 85 kg.
2015 - Houston: bronzo nella categoria fino a 85 kg.
- Europei

2011 - Kazan': argento nella categoria fino a 85 kg.
2013 - Tirana: oro nella categoria fino a 85 kg.
- Universiadi

2013 - Kazan': oro nella categoria fino a 85 kg.